# Koço Qëndro
Koço Qëndro (ur. 15 maja 1926 we wsi Senicë) – albański aktor. 

## Życiorys
Szkołę średnią ukończył w Delvinie, a następnie kształcił się w szkole pedagogicznej w Elbasanie. W czasie wojny działał w ruchu oporu. Po wojnie osiadł w Kavajë, gdzie pracował jako dyrektor wydziału kultury w Domu Żołnierza. Stamtąd został przeniesiony do Elbasanu, a następnie do Domu Żołnierza w Korczy. W 1956 został zdemobilizowany i rozpoczął pracę w teatrze Andona Zako Cajupiego działającym w Korczy. 
Na dużym ekranie zadebiutował w 1970 rolą ballisty w filmie I teti ne bronz. Wystąpił w pięciu filmach fabularnych.
W 1971 wydał zbiór opowiadań, a w 2012 wydał książkę Artistet e skenes korçare, przedstawiającą sylwetki aktorów scen, działających w Korczy.

## Role filmowe
- 1970: I teti ne bronz jako ballista
- 1976: Përballimi jako Shefedin
- 1981: Agimet e stinës së madhe jako Aleks Lili
- 1984: Vendimi jako Aleks Xinxa
- 1986: Tre ditë nga një jetë jako starosta

## Nagrody i wyróżnienia
Za rolę Harpagona w Skąpcu Moliera został wyróżniony na Festiwalu Teatru Bałkańskiego, nagrodą dla najlepszego aktora. Odznaczony Orderem Naima Frashëriego II kl.